# Los Castillejos
|  | Aquest article tracta sobre el despoblat del Baix Camp. Vegeu-ne altres significats a «Castillejos». |

Los Castillejos va ser un campament militar situat al terme municipal d'Arbolí, al Baix Camp, destinat a albergar els que realitzaven milícies universitàries. Aquest campament va estar actiu des de 1950 fins a l'any 2001. Actualment es troba abandonat.